# Torsten Dahl
Torsten Herbert Dahl, född 13 juli 1903 i Mockfjärds församling, Kopparbergs län, död där 30 juni 1967
, var en svensk dekorationsmålare och målare.
Dahl arbetade i början av 1920-talet hos en dekorationsmålare och blev yrkesmålare. Han reste 1925 till Stockholm för att dels arbeta och studera konst. Han blev elev vid Tekniska skolan och gjorde modellstudier på kvällarna vid olika privata målarskolor. Han debuterade med en utställning på Wiklunds konsthandel i Falun 1932 denna följdes upp med separatutställningar i Borlänge ett flertal gånger. Tillsammans med Emil Näsvall ställde han ut på Expo Aleby i Stockholm. Han medverkade i samlingsutställningar med Dalarnas konstnärsklubb under en följd av år. Han medverkade sedan 1919 med illustrationer, noveller och dikter i ett flertal tidningar och tidskrifter. I Dalarna bildades Torsten Dahl-sällskapet för att bevara minnet av hans verk bland annat återutgav de hans bok Stjärnfångaren 2003. En minnesutställning med Dahls konst visades i Stockholm 1989.